# Шенаван (Армавирская область)
Шенаван (арм. Շենավան) — село в Армавирской области Армении.

## География
Село расположено в южной части марза, к северу от реки Аракс, на расстоянии 17 километров к юго-западу от города Армавир, административного центра области. Абсолютная высота — 890 метров над уровнем моря.
Климат
Климат характеризуется как семиаридный (BSk в классификации климатов Кёппена). Среднегодовая температура воздуха составляет 11,7 °C. Средняя температура самого холодного месяца (января) составляет −3,4 °С, самого жаркого месяца (июля) — 24,9 °С. Расчётная многолетняя норма атмосферных осадков — 300 мм. Наибольшее количество осадков выпадает в мае (51 мм).

## Население
| Год переписи | Население          | Население          | Население          | Население            | Население            | Население            |
| Год переписи | Наличное население | Наличное население | Наличное население | Постоянное население | Постоянное население | Постоянное население |
| Год переписи | Всего              | Мужчины            | Женщины            | Всего                | Мужчины              | Женщины              |
| ------------ | ------------------ | ------------------ | ------------------ | -------------------- | -------------------- | -------------------- |
| 2001         | 1770               | 874                | 896                | 1768                 | 874                  | 894                  |
| 2011         | 1384               | 710                | 674                | 1423                 | 727                  | 696                  |

| Год  | Численность | Численность |
| ---- | ----------- | ----------- |
| 1831 | 100         | [ 9 ]       |
| 1873 | 404         | [ 10 ]      |
| 1897 | 721         | [ 9 ]       |
| 1926 | 943         | [ 9 ]       |
| 1939 | 968         | [ 9 ]       |
| 1959 | 1466        | [ 9 ]       |
| 1970 | 1564        | [ 9 ]       |
| 1989 | 2156        | [ 9 ]       |
| 2001 | 1768        | [ 9 ]       |
| 2011 | 1423        | [ 11 ]      |